# 3-Methyloctano-1,4-lacton
3-Methyloctano-1,4-lacton (auch Whiskylacton oder Quercuslacton, von  lateinisch quercus „Eiche“) ist eine organische Verbindung aus der Gruppe der Lactone. Es handelt sich um ein Derivat des γ-Butyrolactons, bei dem der Ring zusätzlich mit einer Methylgruppe und einer Butylgruppe substituiert ist.

## Gewinnung und Darstellung
Ein cis-trans-Gemisch von 3-Methyloctano-1,4-lacton kann durch radikalische Additionsreaktion von Pentanal mit Crotonsäure und anschließende reduktive Cyclisierung der resultierenden γ-Oxosäure mit Natriumborhydrid/Schwefelsäure hergestellt werden.

## Isomerie
3-Methyloctano-1,4-lacton kommt in den vier stereoisomeren Konfigurationen (3R,4R) bzw. (3S,4S) (beide Substituenten in cis-Stellung) und (3S,4R) bzw. (3R,4S) (beide Substituenten in trans-Stellung) vor, das heißt in Form von zwei Enantiomerenpaaren, die jeweils eine unterschiedliche optische Aktivität aufweisen (siehe unten in der Infobox).
Je nach Konfiguration haben die Verbindungen unterschiedliche sensorische Eigenschaften. Die beiden cis-Isomere weisen dabei eine zehnmal niedrigere Geruchsschwelle auf als die beiden trans-Isomere.
| Stereoisomere      |                                                     |                                                     |                                                     |                                                     |
| Name               | (3R,4R)-Quercuslacton ((+)-cis-Isomer)              | (3S,4S)-Quercuslacton ((−)-cis-Isomer)              | (3S,4R)-Quercuslacton ((+)-trans-Isomer)            | (3R,4S)-Quercuslacton ((−)-trans-Isomer)            |
| Strukturformel     | Strukturformel von (3R,4R)-cis-3-Methyl-4-octanolid | Strukturformel von (3S,4S)-cis-3-Methyl-4-octanolid | Strukturformel von (3S,4R)-cis-3-Methyl-4-octanolid | Strukturformel von (3R,4S)-cis-3-Methyl-4-octanolid |
| CAS-Nummer         | 105015-53-0                                         | 80041-00-5                                          | 80041-01-6                                          | 105119-22-0                                         |
| PubChem            | 41285                                               | 11094871                                            | 11084123                                            | 11105597                                            |
| Wikidata           | Q5122105                                            | Q27276558                                           | Q130360853                                          | Q7833482                                            |
| Beschreibung       |                                                     | farbloses Öl                                        | farbloses Öl                                        | farbloses Öl                                        |
| Geruch             | starke Kokosnote, süßlich, frisch                   | schwache Kokosnote, erdig, holzartig, heuartig      | schwache Kokosnote, schwache Sellerienote           | starke Kokosnote                                    |
| Geschmack          | schwache Kokosnote, cremig                          | an Kokosnuss erinnernd, krautartig                  | an Kokosnuss erinnernd, süß, cremig, fettig         | schwach, krautartig                                 |
| Siedepunkt         |                                                     | 124–124 °C (2266 Pa)                                | 123–125 °C (2133 Pa)                                |                                                     |
| Brechungsindex     |                                                     | 1,4458 (23 °C)                                      | 1,4402 (23 °C)                                      |                                                     |
| Löslichkeit        |                                                     | löslich in Methanol                                 | löslich in Methanol und Chloroform                  | löslich in Methanol und Chloroform                  |
| Optische Aktivität |                                                     | −76,9 (c = 1.73, Methanol, 24 °C, D)                | +81,2 (c = 1,24, Methanol, 20 °C, D)                | −82,5 (c = 1,02, Methanol, 20 °C, D)                |

## Vorkommen und Entstehung
3-Methyloctano-1,4-lacton entsteht bei der Lagerung von Wein und Spirituosen in Eichenfässern aus Inhaltsstoffen des Eichenholzes  Im Whiskyaroma kommen nur die (3S,4S)- und (3S,4R)-Isomere vor.

## Externe Links zu erwähnten Verbindungen
1. ↑  Externe Identifikatoren von bzw. Datenbank-Links zu trans-5-Butyl-4-methyloxolan-2-on:  CAS-Nr.: 39638-67-0, Wikidata: Q130387514.